# Тихі води глибокі
«Тихі води глибокі» (інша назва: «Корні») — радянський двосерійний художній фільм 1984 року, знятий режисером Олегом Нікітіним на кіностудії «Мосфільм».

## Сюжет
За романом А. Плетньова «Шахта». На ділянці, де працював Михайло Свешнєв, обвалилася покрівля, притиснувши одного із шахтарів. Ризикуючи життям, Михайло врятував товариша, але бригадир оббрехав Свешнєва і звинуватив його у тому, що сталося. Комісія виявила справжніх винуватців аварії, але Михайло, відчуваючи відчуження з боку колективу, поїхав на батьківщину. Думаючи про те, що трапилося, і не знайшовши собі справу до душі, він повернувся на шахту.

## У ролях
- Анатолій Васильєв — Михайло Свешнєв
- Галина Польських — Валентина, дружина Свешєва
- Іван Рижов — батько Свешнєвих
- Олександр Потапов — епізод
- Наталія Гвоздікова — мама Михайла
- Любов Соколова — Дар'я
- Антоніна Лефтій — Раїса
- Анатолій Вєдьонкін — епізод
- Олександр Безпалий — епізод
- вген Буренков — Комаров, диретор шахти
- Євген Жариков — Уваров
- Володимир Кашпур — Лабуня
- Данило Нетребін — Колибаєв
- Михайло Голубович — епізод
- Олександр Аржиловський — епізод
- Борис Бачурін — епізод
- Олена Кузьміна — епізод
- Володимир Курков — епізод
- Юрій Леонідов — Горохов
- Василь Петренко — епізод
- Костянтин Тиртов — епізод
- Ігор Кашинцев — епізод
- Сергій Юртайкін — епізод

## Знімальна група
- Режисер — Олег Нікітін
- Сценарист — Будимир Метальников
- Оператори — Ральф Келлі, Віктор Шестоперов
- Композитор — Ігор Єфремов
- Художник — Геннадій М'ясников